# Lijst van voetbalinterlands Bosnië en Herzegovina - Servië en Montenegro
Deze lijst van voetbalinterlands is een overzicht van alle officiële voetbalwedstrijden tussen de nationale teams van Bosnië en Herzegovina en Servië en Montenegro. De landen speelden in totaal twee keer tegen elkaar. De eerste ontmoeting, een kwalificatiewedstrijd voor het Wereldkampioenschap voetbal 2006, werd gespeeld in Sarajevo op 9 oktober 2004. Het laatste duel, de returnwedstrijd in dezelfde kwalificatiewedstrijd, vond plaats op 12 oktober 2005 in Belgrado.

## Wedstrijden
| № | Plaats   | Datum           | Competitie           | Wedstrijd                                    | Uitslag |
| - | -------- | --------------- | -------------------- | -------------------------------------------- | ------- |
| 1 | Sarajevo | 9 oktober 2004  | WK 2006 kwalificatie | Bosnië en Herzegovina – Servië en Montenegro | 0 – 0   |
| 2 | Belgrado | 12 oktober 2005 | WK 2006 kwalificatie | Servië en Montenegro – Bosnië en Herzegovina | 1 – 0   |

## Samenvatting
| Competitie      | Totaal gespeeld | Winst Bosnië en Her. | Gelijk | Winst Servië en M. | Doelsaldo Bosnië en Her. – Servië en M. |
| --------------- | --------------- | -------------------- | ------ | ------------------ | --------------------------------------- |
| WK-kwalificatie | 2               | 0                    | 1      | 1                  | 0 − 1                                   |
| Totaal          | 2               | 0                    | 1      | 1                  | 0 − 1                                   |

Wedstrijden bepaald door strafschoppen worden, in lijn met de FIFA, als een gelijkspel gerekend.

## Details

### Eerste ontmoeting
| WK 2006 kwalificatie (Sarajevo, Bosnië en Herzegovina, 9 oktober 2004): |       |                      |
| Bosnië en Herzegovina                                                   | 0 – 0 | Servië en Montenegro |
|                                                                         | goals |                      |

### Tweede ontmoeting
| WK 2006 kwalificatie (Belgrado, Servië en Montenegro, 12 oktober 2005): |       |                       |
| Servië en Montenegro                                                    | 1 – 0 | Bosnië en Herzegovina |
| Mateja Kežman 7'                                                        | goals |                       |